# Pálenice

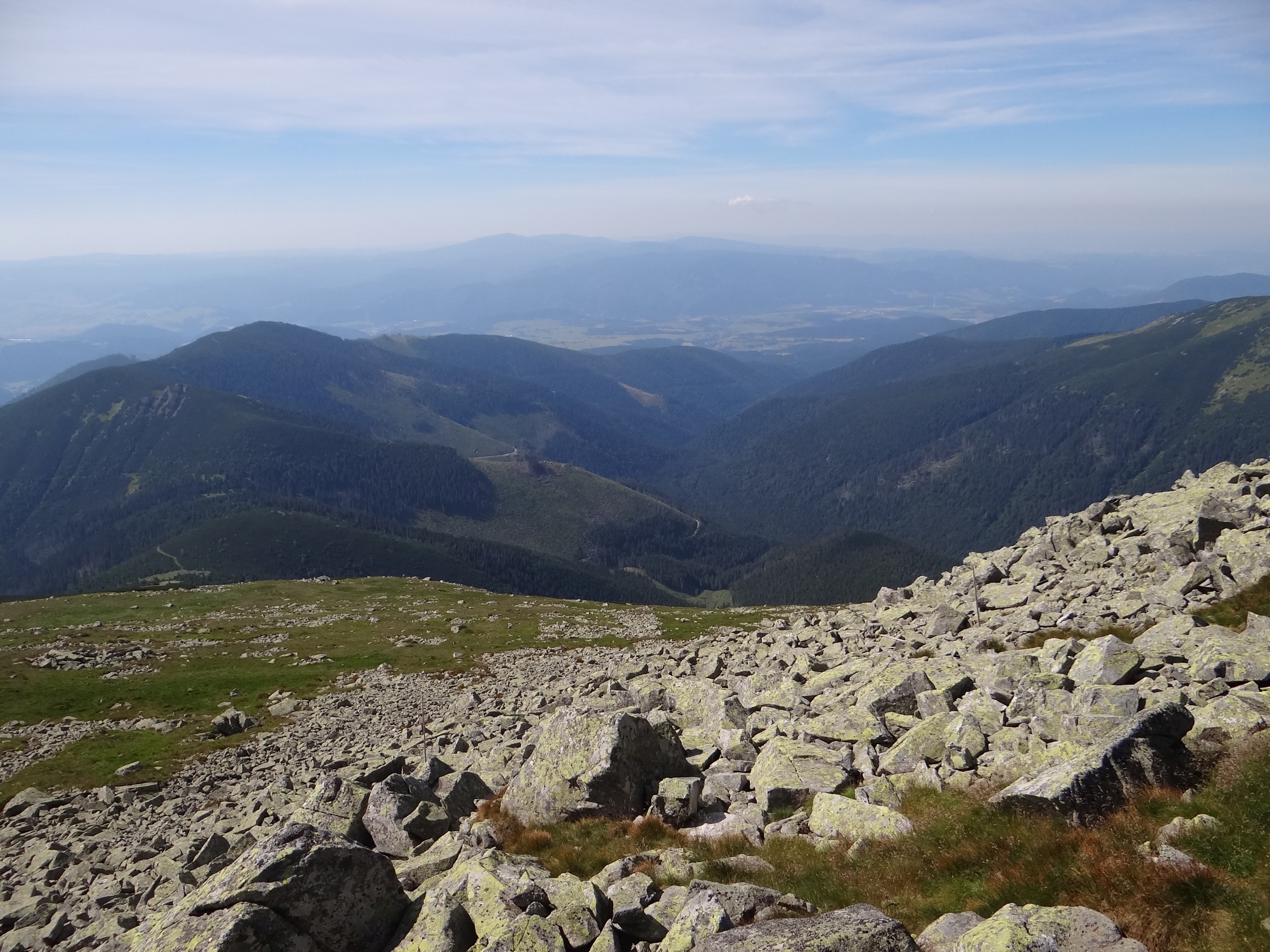
Górna część Doliny Vajkovskiej

Pálenice – niewielka polana w Niżnych Tatrach na Słowacji. Znajduje się na wysokości około 1080 m w górnej części Doliny Vajskovskiej, na lewym brzegu Vajskovskiego Potoku. Na polanie jest skrzyżowanie szlaków turystycznych. Szlak zielony biegnie dnem Doliny Vajskovskiej i kończy się ślepo przy wodospadzie, żółty, łącznikowy wyprowadza na główną grań Niżnych Tatr.

## Szlaki turystyczne
Dolná Lehota – Črmné – rozdroże Dve vody – Pálenice – Vajskovský vodopad. Czas przejścia: 4.20 h, ↓ 3.30 h.
  Pálenice – Drevenica pod Derešmi (skrzyżowanie ze szlakiem niebieskim). Czas przejścia: 1.10 h, 45 min